# Stanisław Szczyrba
Stanisław Szczyrba (ur. 8 maja 1946 w Białobrzegach) – polski lekkoatleta, który specjalizował się w skoku o tyczce, aktualnie trener lekkoatletyczny pracujący w Katarze. 

## Życiorys
W okresie kariery sportowej uprawiał skok o tyczce. Jako trener pracował najpierw w Polsce, a od początku lat 90. XX wieku do 2009 pracował w Szwecji, gdzie jego zawodnikiem był Linus Thörnblad. Opiekował się Islandką Valą Flosadóttir, która na igrzyskach olimpijskich w Sydney zdobyła brązowy medal w skoku o tyczce. Obecnie zajmuje się szkoleniem katarskich skoczków wzwyż – wśród jego podopiecznych znajdują się Mutazz Isa Barszim (z którym zdobył brązowy medal Igrzysk Olimpijskich w Londynie oraz srebrny na Igrzyskach Olimpijskich w 2016 oraz złoty na Igrzyskach Olimpijskich w 2020.) oraz Raszid Ahmad al-Manna’i.  W 2010 i 2011 był wybierany trenerem roku w Katarze. 
Jego syn Paweł także był tyczkarzem, w 2002 został mistrzem Polski seniorów. 